# Nikola Jakimovski
Nikola Jakimovski (Kriva Palanka, 26 februari 1990) is een Macedonisch voormalig voetballer die als middenvelder speelde.

## Carrière
Jakimovski begon zijn carrière in 2009 bij FK Makedonija Ğorče Petrov Skopje. Hierna kwam hij uit voor Ferencvárosi TC, FK Teteks Tetovo, FK Javor Ivanjica, Nagoya Grampus, FK Jagodina en AE Larissa 1964.